# Live in Boston 1970
Live in Boston 1970 è un triplo album Live dei Doors registrato alla Boston Garden arena di Boston il 10 aprile 1970, e presenta due ottimi concerti, salvo il blackout elettrico causato dal continuo ritardo accumulato durante il concerto che doveva terminare entro la mezzanotte: ad un certo punto il proprietario dell'arena, stanco del continuo ritardo e delle eccessive richieste di Morrison verso il pubblico di non lasciare i loro posti perché i Doors avrebbero suonato fino al mattino, staccò la corrente causando una disperazione generale sia del pubblico che di Morrison, il quale sfogò la sua frustrazione scagliando l'asta del microfono per terra rompendola.

## Tracce
Le canzoni sono scritte dai Doors salvo dove è indicato.

### Disco 1
- 1st show, 7 pm

1. Start - (1:44)
2. All Right, All Right, All Right - (0:13)
3. Roadhouse Moan - (0:34)
4. Roadhouse Blues - (4:48)
5. Ship Of Fools (6:34)
6. Alabama Song (Whisky Bar) (Bertolt Brecht e Kurt Weill) - (2:02)
7. Back Door Man (Willie Dixon/Chester Burnett) - (2:17)
8. Five To One (10:26)
9. When The Music's Over (15:00)
10. Rock Me (Muddy Waters e B.B. King) - (7:03)
11. Mystery Train (Parker, Phillips) - (7:15)
12. Away In India (1:54)
13. Crossroads (R. Johnson) - (5:14)
14. Prelude to Wake Up! (0:48)
15. Wake Up! (1:33)
16. Light My Fire (12:07)

### Disco 2
- 2nd show, 10 pm

1. Start (1:22)
2. Break on Through (To the Other Side) (8:12)
3. I Believe In Democracy (0:33)
4. When The Music's Over (14:19)
5. Roadhouse Blues (5:53)
6. The Spy (5:43)
7. Alabama Song (Whisky Bar) (Bertolt Brecht e Kurt Weill) - (1:40)
8. Back Door Man (Willie Dixon/Chester Burnett) - (2:27)
9. Five to One (7:05)
10. Astrology Rap (0:38)
11. Build Me A Woman (4:18)
12. You Make Me Real (2:58)
13. Wait A Minute! (0:52)
14. Mystery Train (Parker, Phillips) - (8:26)
15. Away In India (2:27)
16. Crossroads (R. Johnson) - (3:21)

### Disco 3
- 2nd show, 10 pm (continuo)

1. Band Intros (0:35)
2. Adolf Hitler (0:23)
3. Light My Fire (5:47)
4. Fever (John Davenport/Eddie Cooley) - (0:23)
5. Summertime (George Gershwin/DuBose Heyward) - (7:26)
6. St. James Infirmary Blues (0:49)
7. Graveyard Poem (1:13)
8. Light My Fire (1:45)
9. More, More, More! (0:19)
10. Ladies & Gentlemen (0:13)
11. We Can't Instigate (0:13)
12. They Want More (1:16)
13. Been Down So Long (6:46)
14. Power Turned Off (9:08)

## Formazione
- Jim Morrison – voce
- Ray Manzarek – organo, pianoforte, tastiera, basso
- John Densmore – batteria
- Robby Krieger – chitarra

In Been Down So Long Robby Krieger suona il basso, e Ray Manzarek suona la chitarra.

## Classifica
- Billboard Music Charts (Nord America)

### Album
| Anno | Chart      | Posizione |
| ---- | ---------- | --------- |
| 2007 | Pop Albums | 145       |